# Église San Gregorio al Celio
 (décembre 2021).
Si vous disposez d'ouvrages ou d'articles de référence ou si vous connaissez des sites web de qualité traitant du thème abordé ici, merci de compléter l'article en donnant les références utiles à sa vérifiabilité et en les liant à la section « Notes et références ».
L'église San Gregorio Magno al Celio (en français : église Saint-Grégoire au Cielo) est une église romaine située sur le Clivo di Scauro dans le rione de Celio à proximité du Circus Maximus et du mont Palatin.

## Historique

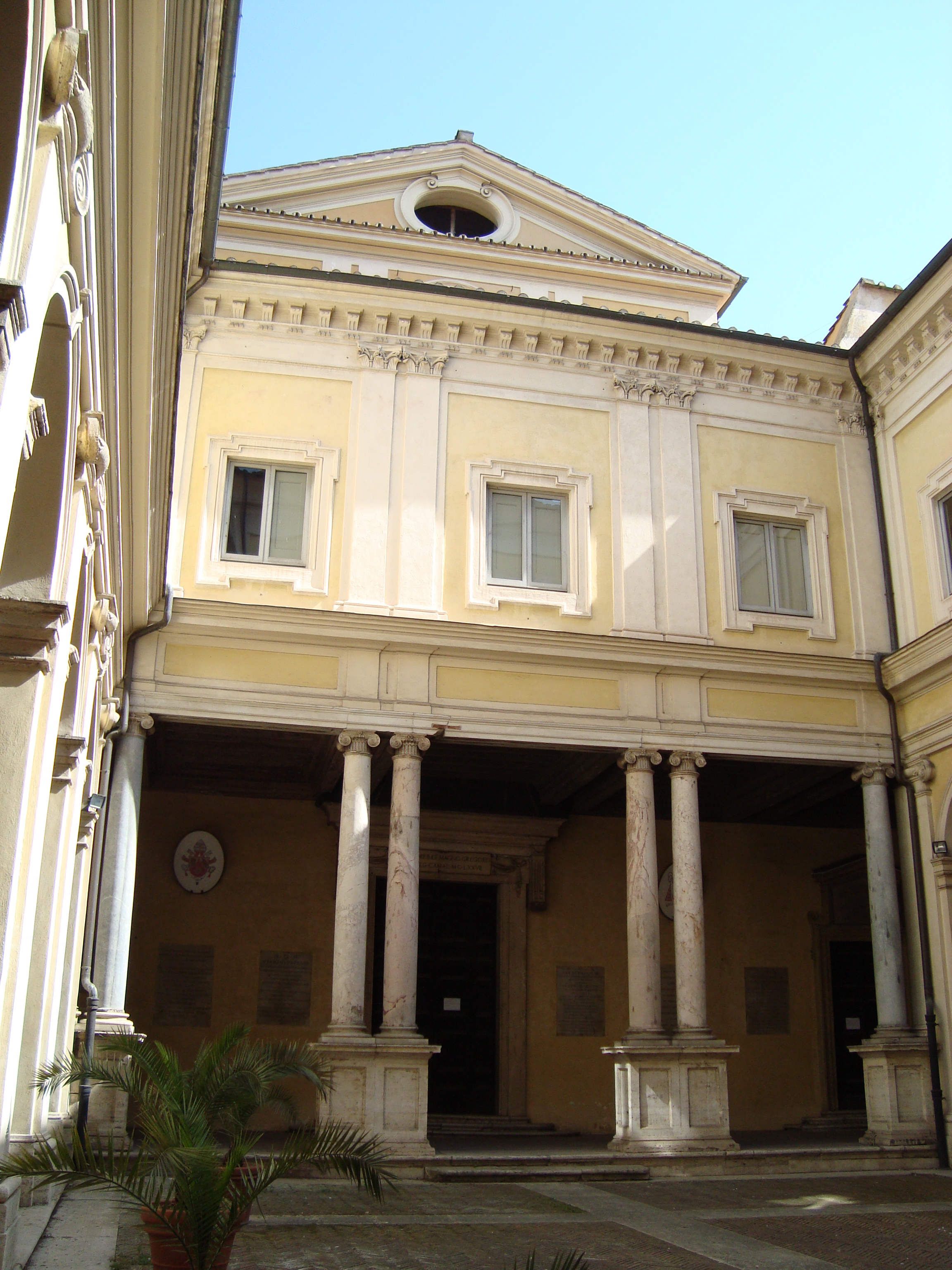
L'atrium entouré d'un portique, entre la façade et l'église elle-même.

À l'époque de la Rome impériale, le clivus Scauri était une importante artère de Rome où furent construites de nombreuses maisons, ainsi que la basilique Santi Giovanni e Paolo au IVe siècle.
Au VIe siècle, le pape Grégoire Ier fait construire un monastère à dans ce quartier, à l'endroit où se serait élevée la maison de sa famille, ainsi que l'oratoire de Sant' Andrea (en 575), lequel est abandonné par la suite. Vers 720, le pape Grégoire II décide de restructurer vers  le monastère et d'édifier les bases de l'actuelle église San Gregorio qui tient son nom de Grégoire Ier .
En 1633, le cardinal Scipione Borghese charge Giovanni Battista Soria de reconstruire la façade dans le style de celle de l'Église Saint-Louis-des-Français, ainsi que le portique qui entoure l'atrium se trouvant entre la façade et la nef. En 1725, l'intérieur est restauré par Giuseppe Serratini et Francesco Ferrari, puis en 1830 par le cardinal Giacinto Placido Zurla.
L'église abrite depuis 1839 le titre cardinalice de Santi Andrea e Gregorio al Monte Celio.

## Architecture et décorations
L'extérieur de l'église tel qu'il apparaît actuellement est le résultat d'une part des travaux de Giovanni Battista Soria en 1629-1633, qui ajoute le portique, l'imposant escalier descendant vers la Via di San Gregorio, et d'autre part de la restauration intérieure entreprise par Francesco Ferrari en 1725-1734. Les parois qui bordent l'atrium de l'église sont décorées d'un important cycle d'une douzaine de fresques. 
L'intérieur est composé de trois nefs séparées par dix piliers de granit flanqués. Le plafond est peint d'un Trionfo di San Gregorio (1727) de Placido Costanzi, et le maître-autel accueille une Madonna con i santi Andrea e Gregorio (1734) d'Antonio Balestra. L'autel de gauche est décoré d'une Madonna in trono con Santi e Beati della famiglia Gabrielli di Gubbio de Pompeo Batoni (1739) et l'autel au bout de la nef présente un bas-relief représentant le cardinal Luigi Capponi.
Dans la nef, on trouve les éléments d'un « beau pavement cosmatesque ».

### Chapelles
On mentionnera aussi parmi les chapelles latérales celles consacrées, l'une au pape Grégoire Ier et l'autre à San Gregorio; celle-ci a été transformée par Cesare Baronio au XVIIe siècle.

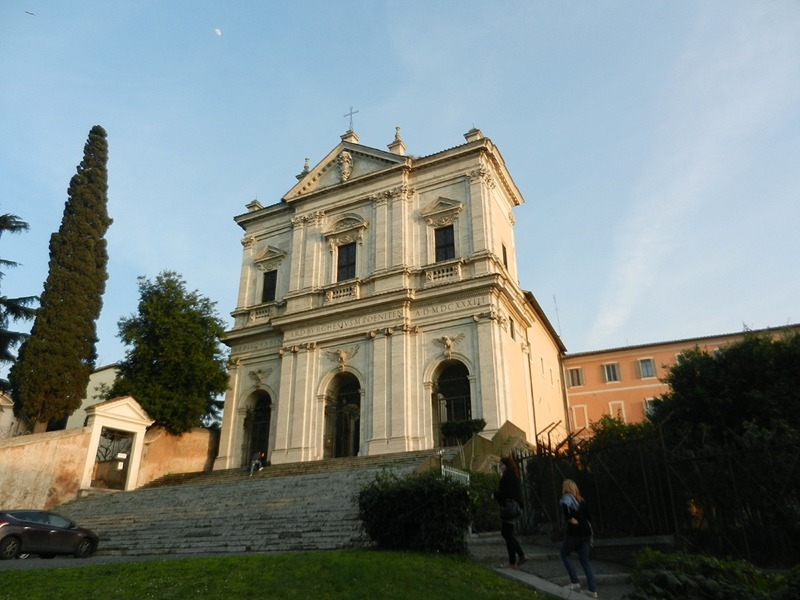
Vue de la façade et de l'escalier qui mène à l'église.
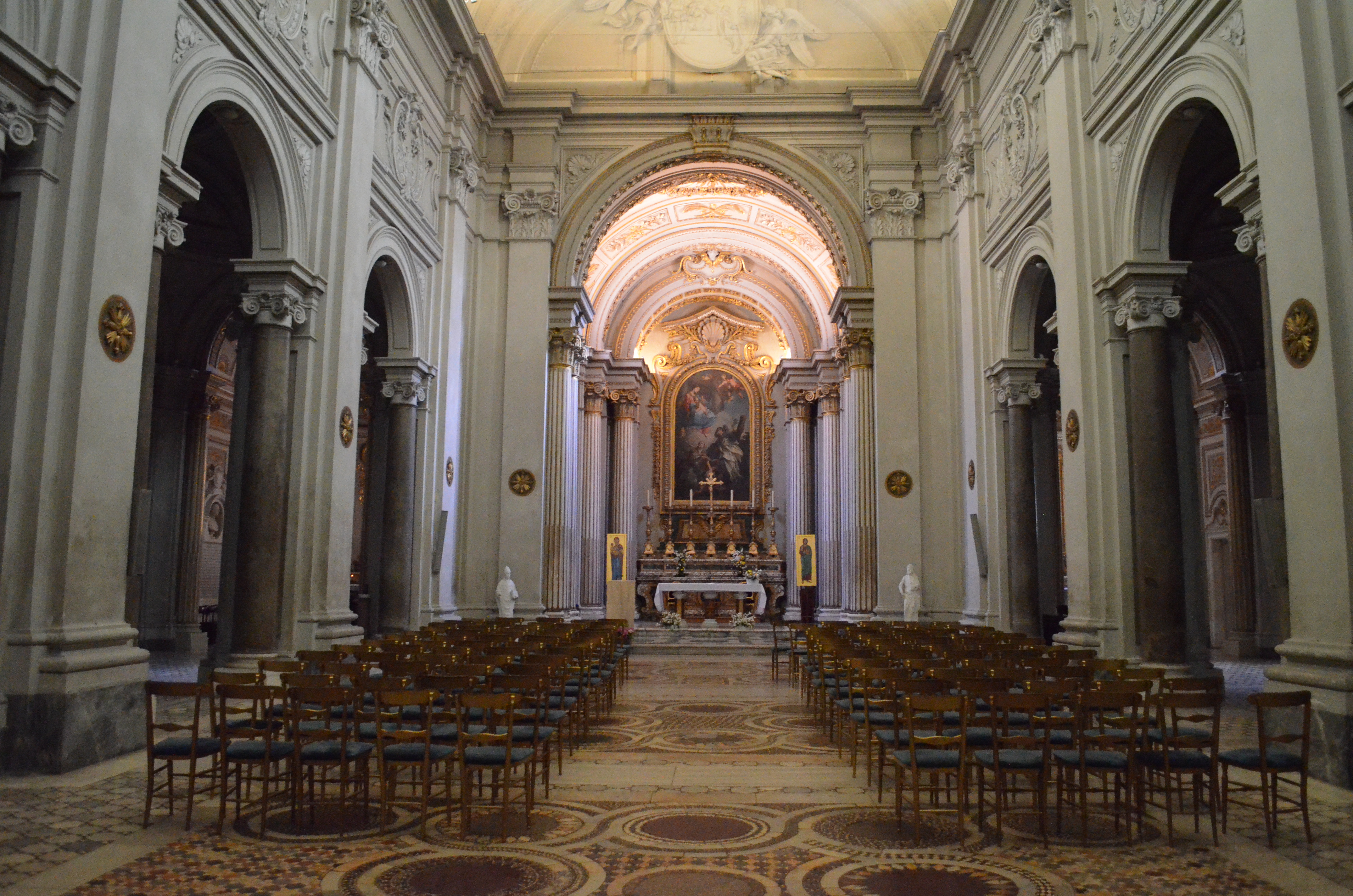
Intérieur: nef principale.
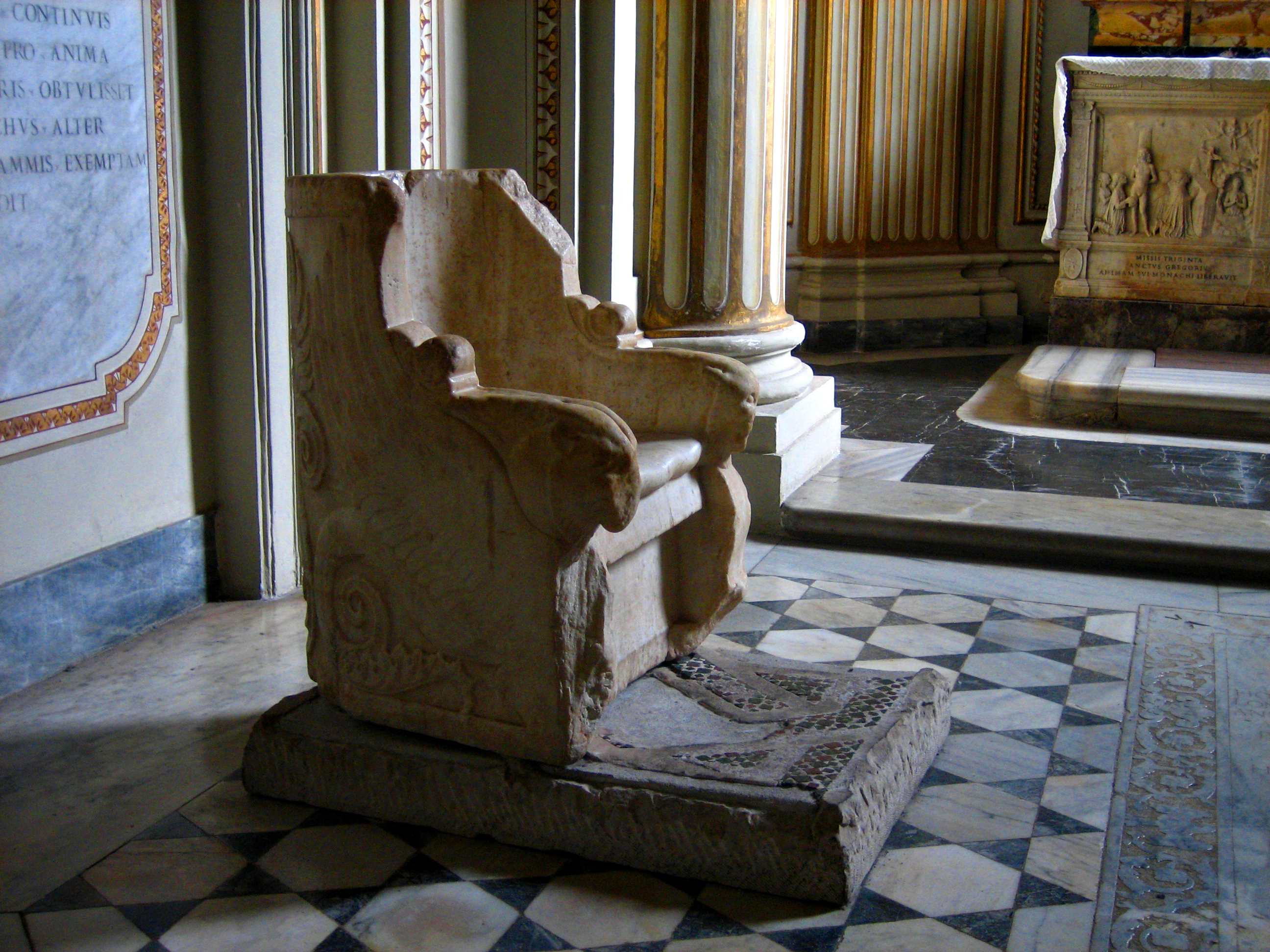
Trône de San Gregorio sur un fragment de pavement cosmatesque.
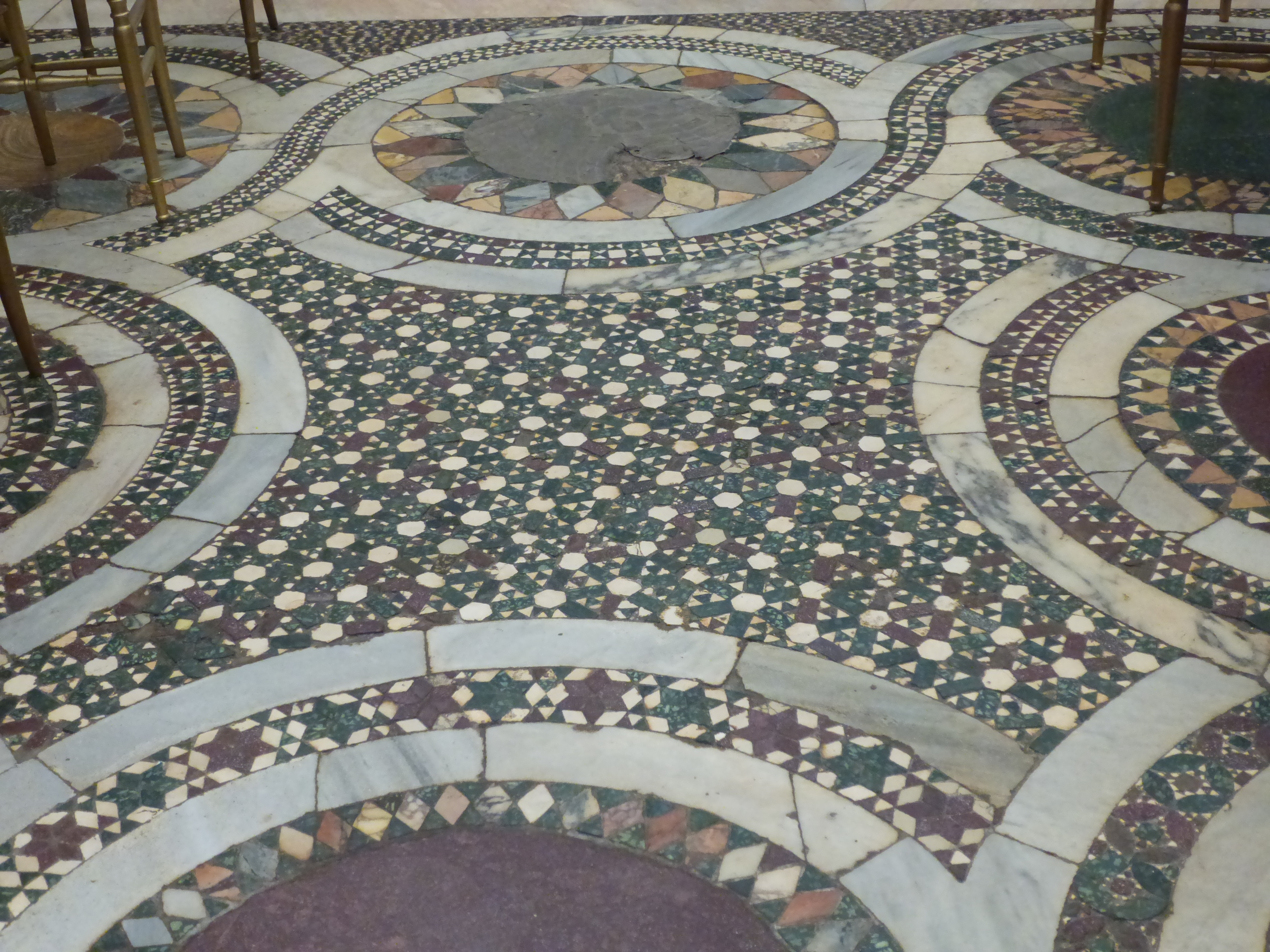
Pavement cosmatesque.
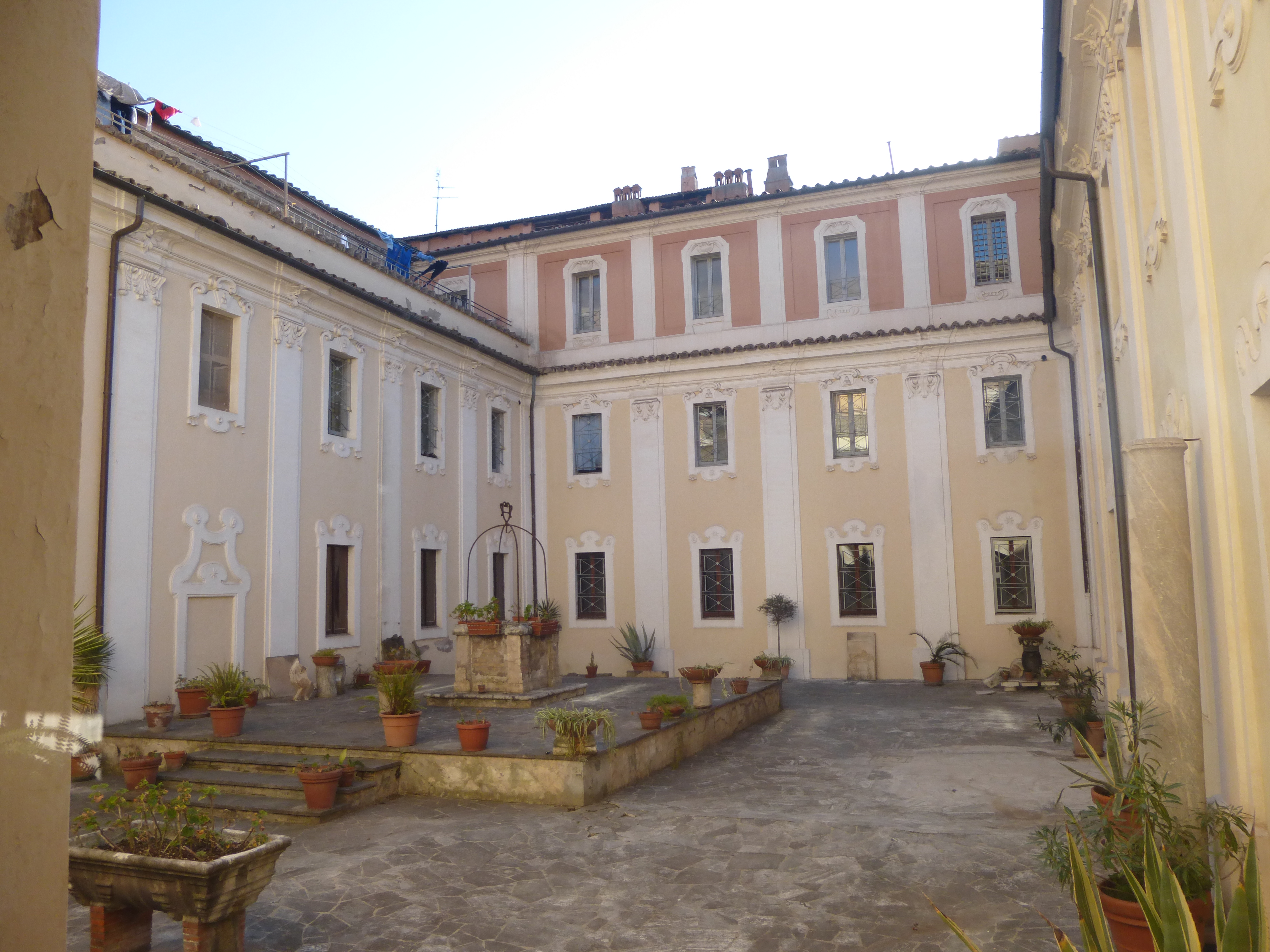
Cour.

## Oratoires
À l'extérieur de l'église se trouve un ensemble de trois oratoires
- Oratoire di Sant'Andrea, accueillant la Flagellazione di sant'Andrea du Dominiquin restaurée par Carlo Maratta; la Santi Pietro e Paolo ed un Sant'Andrea al Tempio de Guido Reni; Vergine con i santi Andrea e Gregorio del Pomarancio et Santa Silvia e san Gregorio de Giovanni Lanfranco.
- Oratoire di Sante Sylvie, accueillant une statue de Santa Silvia de Nicolas Cordier; fresques du Concerto degli Angeli de Guido Reni; une peinture de San Damiano de Francesco Mancini; un David e Isaia de Sisto Badalocchio.
- Oratoire de Sainte Barbara, avec un cycle de fresques d'Antonio Viviani.

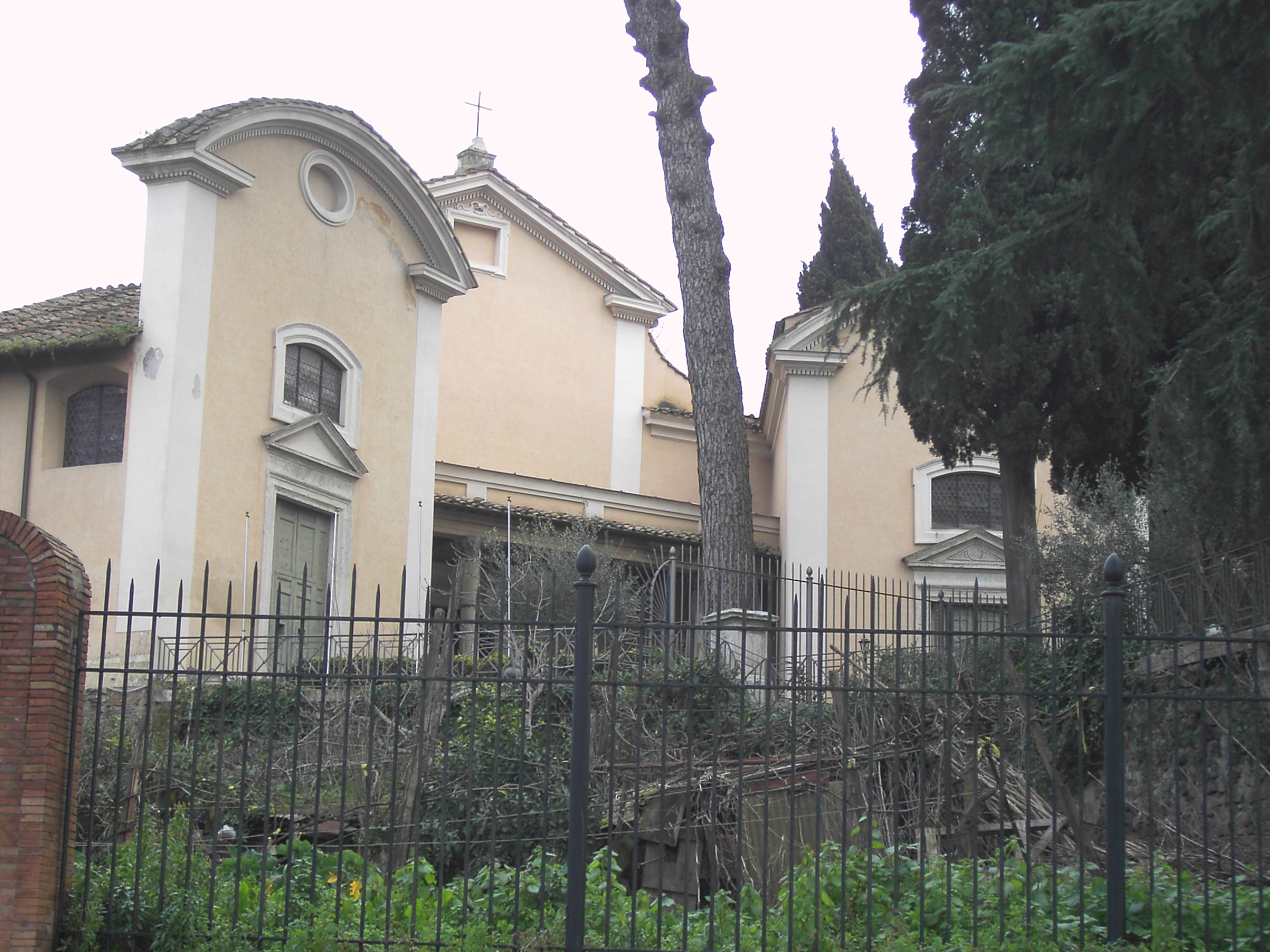
Oratoires de San Gregorio.
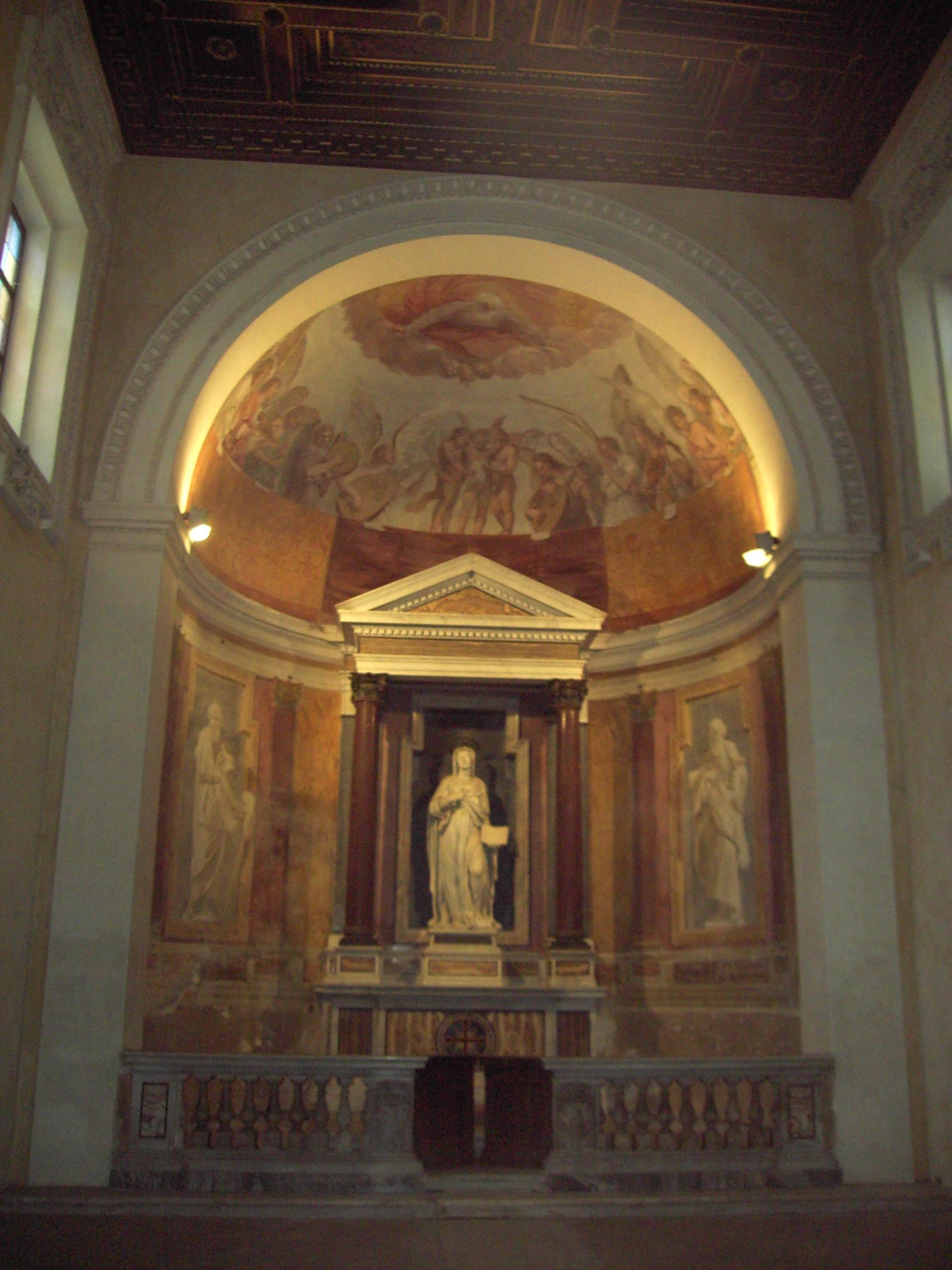
Oratoire de Sainte Sylvie.
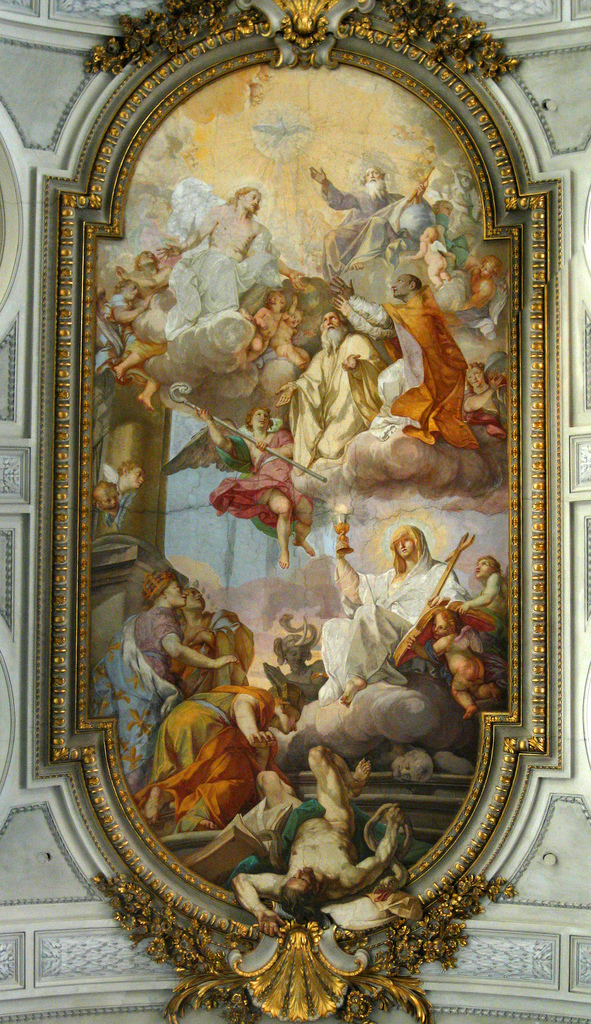
Triomphe de Saint-Grégoire de Placido Costanzi, sur la voûte du vaisseau principal.
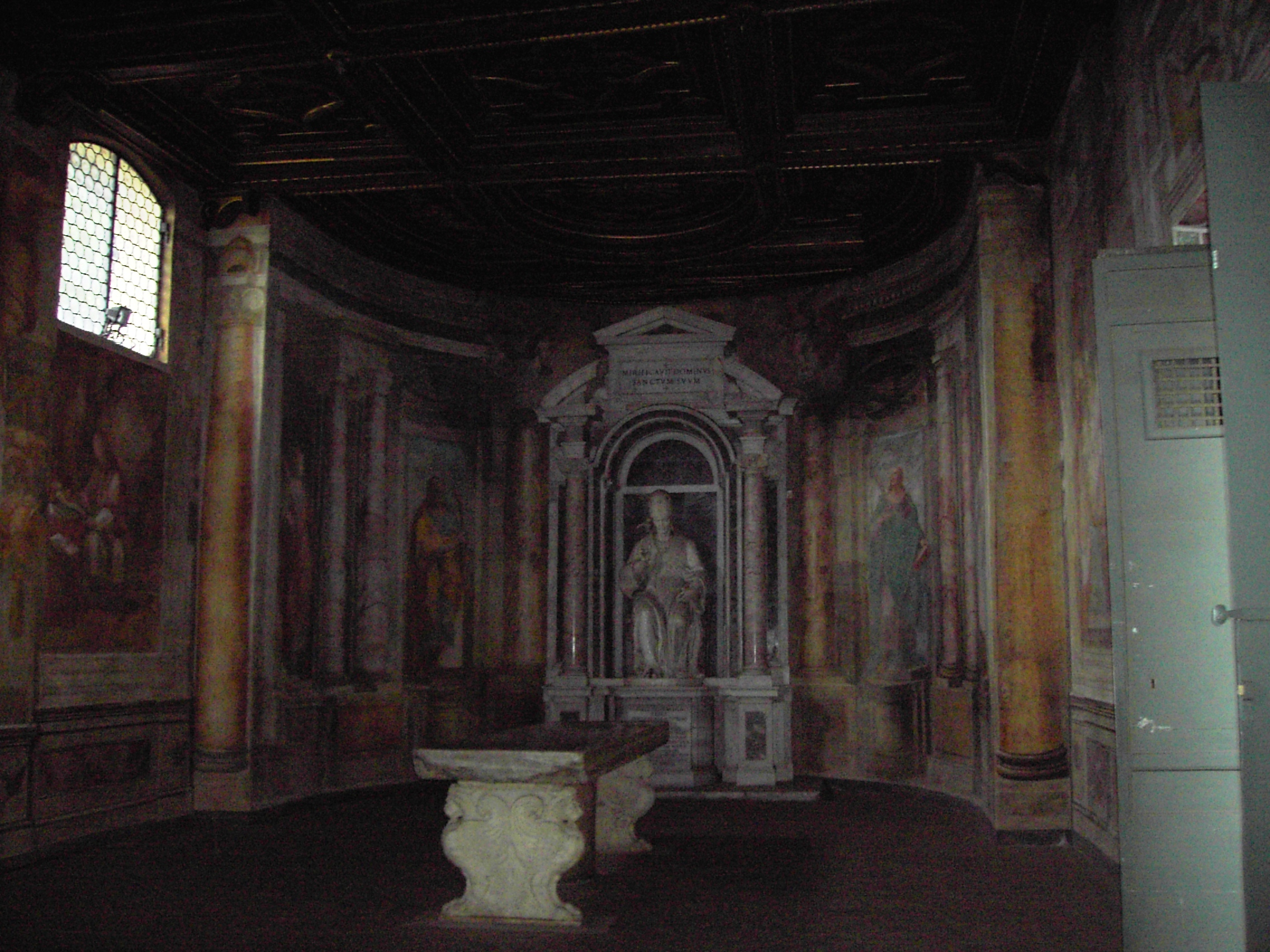
Oratoire de Sainte Barbara.